# François Jeanneret
Pour les articles homonymes, voir Jeanneret.
François Jeanneret (né le 10 octobre 1932 à La Chaux-de-Fonds) est un homme politique suisse.

## Biographie
Originaire du Locle, François Jeanneret, licencié en droit de l'Université de Neuchâtel et membre de la société de Belles-Lettres, exerça la profession d'avocat de 1957 à 1960. Député libéral du district de La Chaux-de-Fonds de 1961 à 1969, il est élu au Conseil d'État en 1969 et dirige le département militaire et celui de l'Instruction publique du 2 avril 1969 au 18 mai 1981. Il est conseiller national de 1979 à 1991.
Il fut président du Conseil de la Défense, du Parti libéral suisse de 1993 à 1997, de la Fondation pour la recherche énergétique, de l'Office du tourisme de Neuchâtel. Il fut membre du conseil d'administration du Journal de Genève et de l'Institut Libertas.
Comme conseiller d'État, il prépara une nouvelle loi sur l'Université. Au plan fédéral, il s'engagea fortement contre l'initiative populaire pour la suppression de l'armée rejetée en 1989.

## Sources
- Source principale : Assemblée fédérale

- Ressources relatives à la vie publique :   - Documents diplomatiques suisses 1848-1975
  - Parlement suisse
- Notices dans des dictionnaires ou encyclopédies généralistes :   - Base de données des élites suisses
  - Dictionnaire historique de la Suisse
- Notices d'autorité :   - VIAF
  - ISNI
  - LCCN
  - GND
  - NUKAT
  - WorldCat